# سفارة تونس لدى مالطا
سفارة تونس لدى مالطا هي البعثة الدبلوماسية لجمهورية تونس لدى جمهورية مالطا، وتقع بالعاصمة فاليتا.

## السفراء
سفراء تونس لدى مالطا هم على التوالي:
| الاسم       | تاريخ التعيين  | م     |
| ----------- | -------------- | ----- |
| ياسين الواد | 12 سبتمبر 2020 | [ 2 ] |
| زياد بوزوية |                |       |